# Diosma oppositifolia
Diosma oppositifolia är en vinruteväxtart som beskrevs av Carl von Linné. Diosma oppositifolia ingår i släktet Diosma och familjen vinruteväxter. Inga underarter finns listade i Catalogue of Life.